# Provincia de Tocache
La provincia de Tocache es una de las diez que conforman el departamento de San Martín en el norte del Perú.
Limita por el norte con la provincia de Mariscal Cáceres, por el sur con la provincia de Marañón (Huánuco), por el sureste con la provincia de Leoncio Prado (Huánuco), por el este y el oeste con la provincia de Bellavista, y por el oeste y el noroeste con la provincia de Pataz (La Libertad).

## Historia
Luego de varios años de radicar en el poblado San Juan de Tocache y viendo que el lugar no reunía las condiciones adecuadas para fijar sus viviendas definitivas, por las constantes inundaciones del río Huallaga y del río Tocache, nuevamente un grupo de personas abandonan en 1935 el pueblo de San Juan de Tocache para trasladarse al lugar que hoy viene a ser la ciudad de Tocache, siendo rebautizado como Tocache Nuevo, creándose como anexo en el año 1937, perteneciendo al distrito de Uchiza.
Durante el último gobierno de Manuel Prado Ugarteche, Tocache asciende a la categoría de distrito, según Ley n.º 9097, de fecha 7 de mayo de 1940, perteneciendo a la provincia de Mariscal Cáceres, siendo su primera autoridad el Sr. Emeterio Aliaga Rodríguez.
La provincia se creó mediante decreto del 6 de diciembre de 1984, durante el segundo gobierno de Fernando Belaúnde Terry, abarcando los distritos de Uchiza, Tocache, Pólvora, Nuevo Progreso y Shunté.

## Geografía
La provincia de Tocache se ubica en la cuenca alta del río Huallaga, en el gran complejo andino (o cordillera de los Andes), y en la antigua selva de Pomabamba Ancash... y comprende dos unidades morfoestructurales relevantes: por el oeste, se encuentra la cordillera Oriental y, por el este, la cordillera o faja Subandina.
Tocache presenta un relieve con gran variedad de formas, entre las que destacan las zonas montañosas con diversas características de pendiente y altitud. Asimismo, la acción dinámica de los ríos que drenan la provincia ha desarrollado relieves relativamente planos a ondulados en algunos sectores. Ubicada paralelamente, en este territorio se han producido intensos procesos pedogenéticos que dieron origen a la gran variedad de suelos, los cuales han tenido, a su vez, influencia en la diversidad de la vegetación y hábitats.
La red hidrográfica de la provincia de Tocache forma parte de la cuenca alta del río Huallaga, cuya longitud dentro de la provincia es de 218 km. El río Huallaga, en su recorrido por la provincia, presenta alta pendiente y gran velocidad de corriente. Los principales tributarios de este río nacen en la cordillera Oriental y en la cordillera Subandina, caracterizándose por ser muy torrentosos y de alta velocidad, presentando baja diversidad íctica, con alrededor de setenta y una especies de peces.

## Clima
El clima varía de húmedo y cálido en las áreas bajas de planicies y lomadas del sector central de la cuenca, hasta muy húmedo y templado frío en las montañas. Una característica fundamental de la provincia es el exceso de humedad, que da lugar a escorrentía durante todo el año, bajo la forma de arroyuelos, riachuelos y ríos de regímenes continuos. De esta manera, la escorrentía hídrica constituye el principal factor para el potencial desarrollo de la actividad agropecuaria de la zona.

## Población
Actualmente, la provincia de Tocache, según los resultados del censo de población de 2017
, asciende a 75 664 habitantes, que representa el 9,66 % de la población del departamento de San Martín.

## División administrativa
La provincia de Tocache está conformada por seis distritos:
1. Tocache
2. Nuevo Progreso
3. Pólvora
4. Santa Lucía[1]
5. Shunté
6. Uchiza

### Distrito de Tocache
Capital de la provincia, ubicado en la cuenca del río Huallaga, el cual cruza el territorio del distrito de sureste con dirección noreste, con una superficie de 1142,04 km², representa el 19,47 % de la provincia a una altitud de 497 m s. n. m., en la ciudad de Tocache Nuevo, capital del distrito. Es un distrito con un alto índice de desarrollo urbano, social y económico.

### Distrito de Nuevo Progreso
Ubicado al sureste de la provincia, forma parte de la cuenca del río Huallaga, que lo atraviesa de sur a norte. Paralelamente a la carretera Fernando Belaúnde Terry, discurre en su territorio el río Uchiza y sus afluentes (ríos Pacota, Vista Alegre, Tigre, Blanco e Ibáñez), el río Aspuzana y numerosas quebradas. Con una superficie de 860.98 km², representa el 14.68 % de la provincia a una altitud de 490 m s. n. m., en la ciudad de Nuevo Progreso, capital del distrito.

### Distrito de Pólvora
Se ubica dentro de la subcuenca del río Huallaga, al noreste de la provincia discurren en sus territorios numerosos quebradas y riachuelos que forman la subcuenca del río Mishollo y Challuayacu, microcuenca de la quebrada Pólvora, cuenta con una superficie de 2174.48 km², representa el 37.07 % siendo el distrito con mayor extensión geográfica en la provincia de Tocache, posee una altitud que oscila entre 481  y 3438 m s. n. m., y  la ciudad de capital de Pólvora se ubica a 843 m s. n. m.

### Distrito de Shunte
Se localiza al oeste de la provincia en la cuenca hidrográfica del río Tocache, afluente del río Huallaga en su margen izquierda, con una superficie de 964.21 km², representa el 16.44 % de la provincia a una altitud de 1500 m s. n. m., en la ciudad de Tambo de Paja, capital del distrito. Shunte es el distrito con mayor pobreza en la zona.

### Distrito de Uchiza
Se localiza en la cuenca hidrográfica del río Chontayacu zona sur, afluente del río Huallaga en su margen izquierda, con una superficie de 723.73 km², representa el 12.34 % de la provincia a una altitud de 544 m s. n. m., en la ciudad de Uchiza, capital del distrito. Constituye el distrito más importante socioeconómicamente, por la presencia de la agroindustria de la palma aceitera y el pijuayo.

## Autoridades

### Regionales
- Consejero regional
  - 2019-2022:[2] Luis Alberto Aliaga Rojas (Acción Regional)

### Municipales
- 2019-2022[3]
  - Alcalde: Sister Esleiter Valera Ramírez, de Nueva Amazonia.
  - Regidores:

### Policiales
- Comisario: Comandante PNP

### Religiosas
- Parroquia 
  - Párroco de la Iglesia católica: Paulino Rey Huzco Irriarte
  - Otras iglesias evangélicas

## Festividades
- Fiesta de San Juan Bautista (cada 24 de junio)
- Festival del Plátano (días festivos: 1 de diciembre)

- Aniversario de la creación de la provincia de Tocache (celebrado cada 6 de diciembre)

## Lugares turísticos
Catarata Velo de Plata: También llamada Cascada Velo de Plata. Esta caída de agua tiene una altura promedio de 135 m. Se considera que aquella es una de las más grandes del continente, por lo que también es bastante visitada. La Catarata Velo de Plata se ubica en el distrito de Uchiza, y se llega hasta esta tras viajar por hora y media en auto y cuarenta minutos a pie.
Catarata de San Juan de Ishanga: Es una caída de agua de treinta y cinco metros de altura. Las aguas de la poza que esta caída forma, son aptas para el nado. La visita a esta catarata involucra un tiempo de veinticinco minutos de caminata por un escenario nutrido de la belleza de la naturaleza.
Puerto Huicte: Se encuentra al norte de Uchiza. Este puerto  se halla en contacto con el río Huallaga. En las aguas de este río, que se caracteriza por la amenidad de su  flujo, es posible nadar, pescar, además de pasear en embarcaciones artesanales o a motor.
Cueva de los Tallos: En esta cueva es posible encontrar las caprichosas formas que estalactitas y estalagmitas han formado y que asemejan tanto figuras zoomorfas como antropomorfas.
Rápido del Cocalero: Para llegar hacia estos es necesario realizar una caminata hasta el pueblo de Cocalero. Las aguas de estos rápidos permiten la práctica del canotaje deportivo.
Otros sitios turísticos de Tocache, se inclinan a espacios arqueológicos; tal es el caso de los petroglifos de Chontayacu ('cabeza de agua' en quechua), que se encuentran en el distrito de Uchiza. En estos petroglifos se observan piedras grabadas que se encuentran dispersas en un área de dos kilómetros.
En el distrito de Shunte, también se han encontrado petroglifos, que son motivo de interés de investigadores y turistas a causa de las misteriosas figuras alusivas a seres extraterrestres que posee. En este distrito también se encuentran los restos arqueológicos de Mamaj, donde se han registrado figuras pétreas. El distrito de Shunte también es importante a causa del mito que rodea su territorio, ya que, según se narra, a finales del Tahuantinsuyo, el inca Atahualpa, entonces preso por los españoles y ya conocedor de la ambición de estos y del interés que presentaban por el oro y la plata, manda esconder sus tesoros en diferentes partes del imperio, siendo uno de estos lugares: Shunte.

### Entre otros
- Cascada Tiesto a 4.42 km

- Cascada Atusparia a 4.46 km
- Cascada San Juan Ishanga a 12.31 km
- Cascada Chiampoy a 32.89 km
- Cascada La Victoria a 33.19 km
- Cascada Salto del Mono a 33.2 km
- Cascada Zancudo a 34.79 km
- Cascada Santa Cruz a 35.66 km